# Microledrida arida
Microledrida arida är en insektsart som beskrevs av Caldwell 1951. Microledrida arida ingår i släktet Microledrida och familjen kilstritar. Inga underarter finns listade i Catalogue of Life.